# Båndkeramiske kultur
Den båndkeramiske kultur var en mellemeuropæisk kultur fra yngre stenalder, bedst kendt fra Tjekkiet, Slovakiet, sydlige og vestlige Tyskland samt Holland. Kulturgruppen forekom også i Ungarn, Østrig, Polen og Frankrig. Den største næringsvej var samling, men der forekom også jordbrug.
Den båndkeramiske kultur opstod omkring 5500 f.v.t. i dagens Ungarn og indebar en spredning af jordbrugskulturen mod nordvest. Bebyggelsen blev knyttet til Centraleuropas frugtbare løsjordsområder. Kulturimpulsen nåede Belgien omkring 5200 f.v.t.

## Materielkultur
Den mest typiske hustype var et langhus med fast bredde på omkring seks meter. Husets længde kunne være op til 40 meter. I Holland og Tyskland er der foretaget undersøgelser af stenalderbosætninger med op til 100 huse. Rigtignok havde kun en mindre del af huset været i brug samtidig. Da områderne ikke blev gødet, måtte beboerne efter nogle år opgive områderne, da de blev udpint. Men nogle år senere, da jorden var kommet sig igen, vendte de tilbage til jord og huse.
Et vigtigt redskab i den båndkeramiske kultur var skaftehuløksen.
Keramikken kan inddeles i
- linjebåndskeramik har i begyndelsen indridset ornament og dekoration

- keramik med retlinjede indstukkede bånd.

Den mest normale form er en halvkugleformet skål.